# Australijski Uniwersytet Narodowy

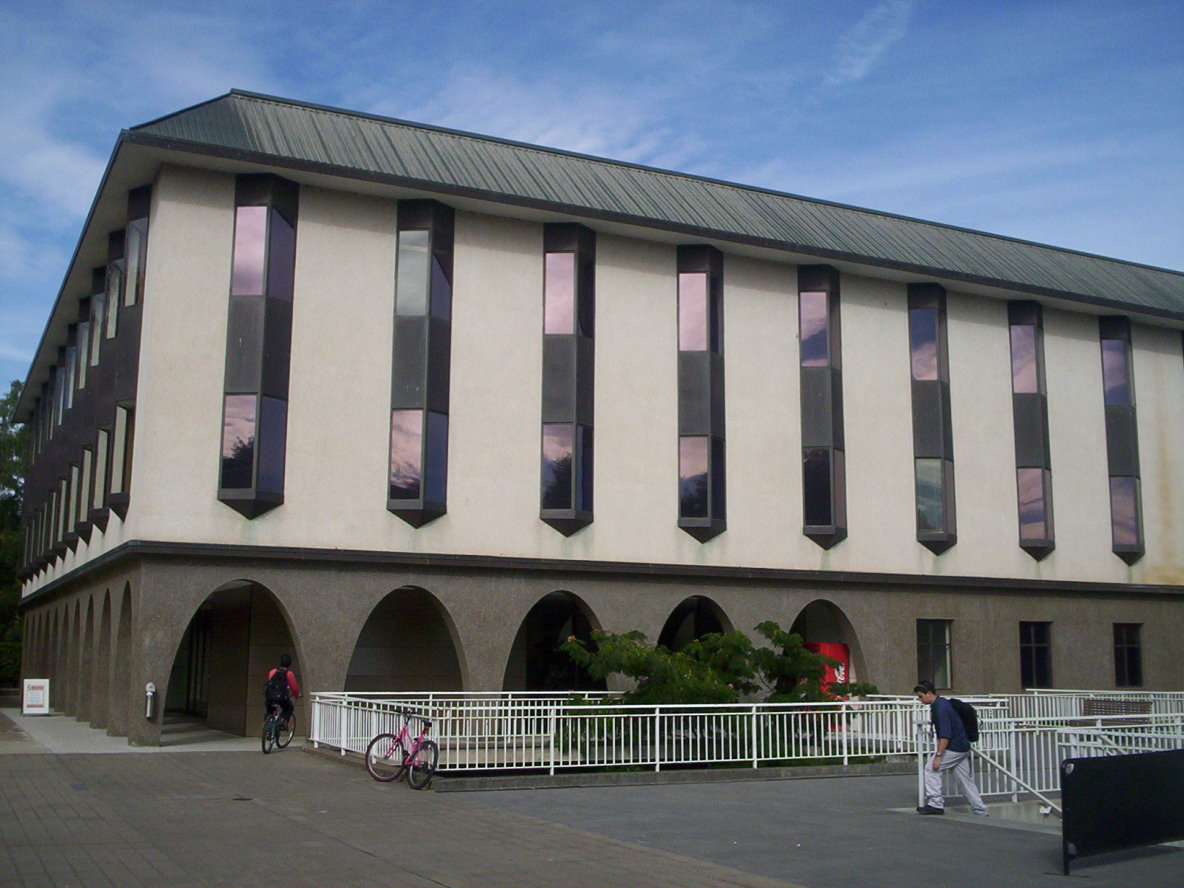
Biblioteka im. Bena Chifleya

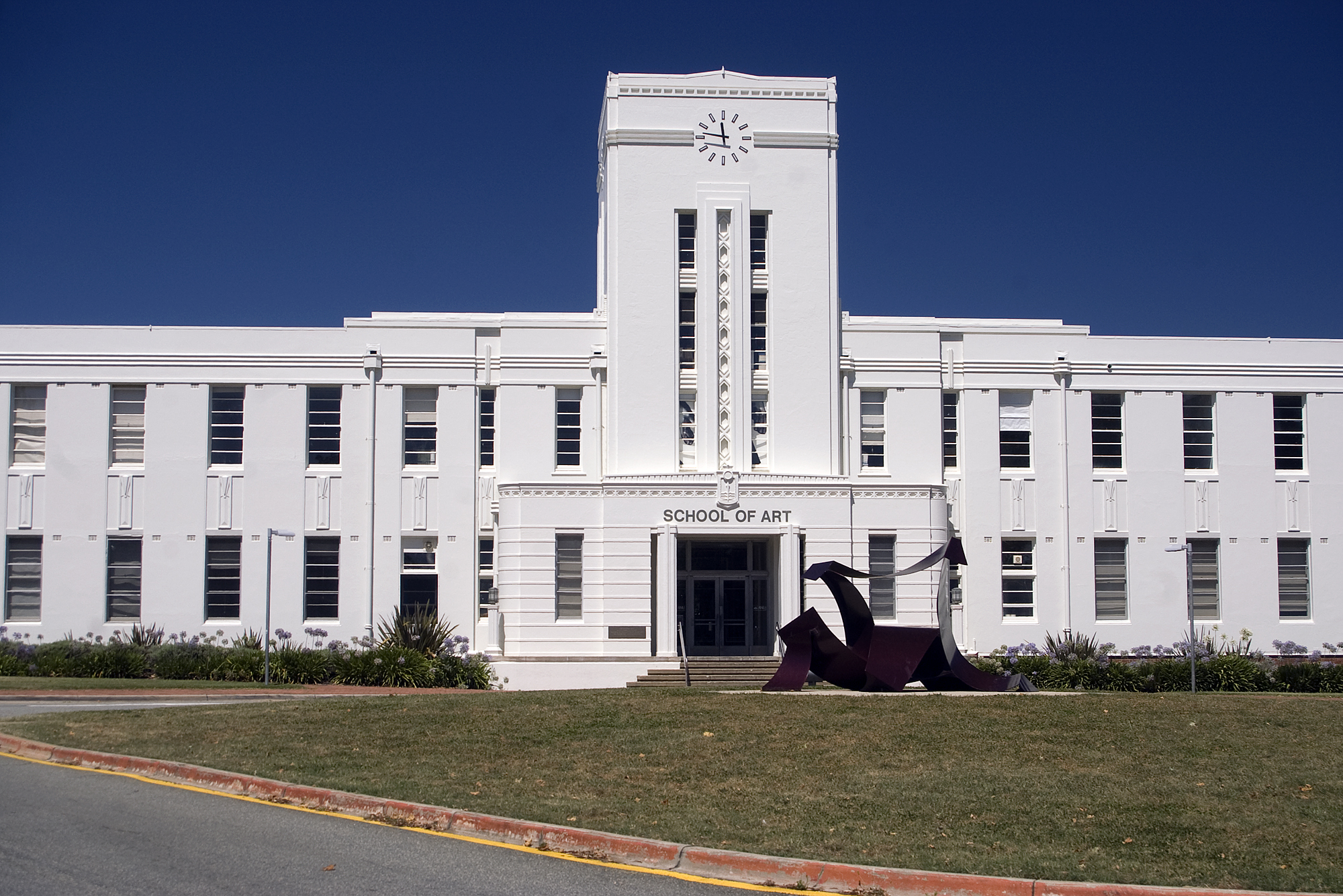
Kolegium Sztuk

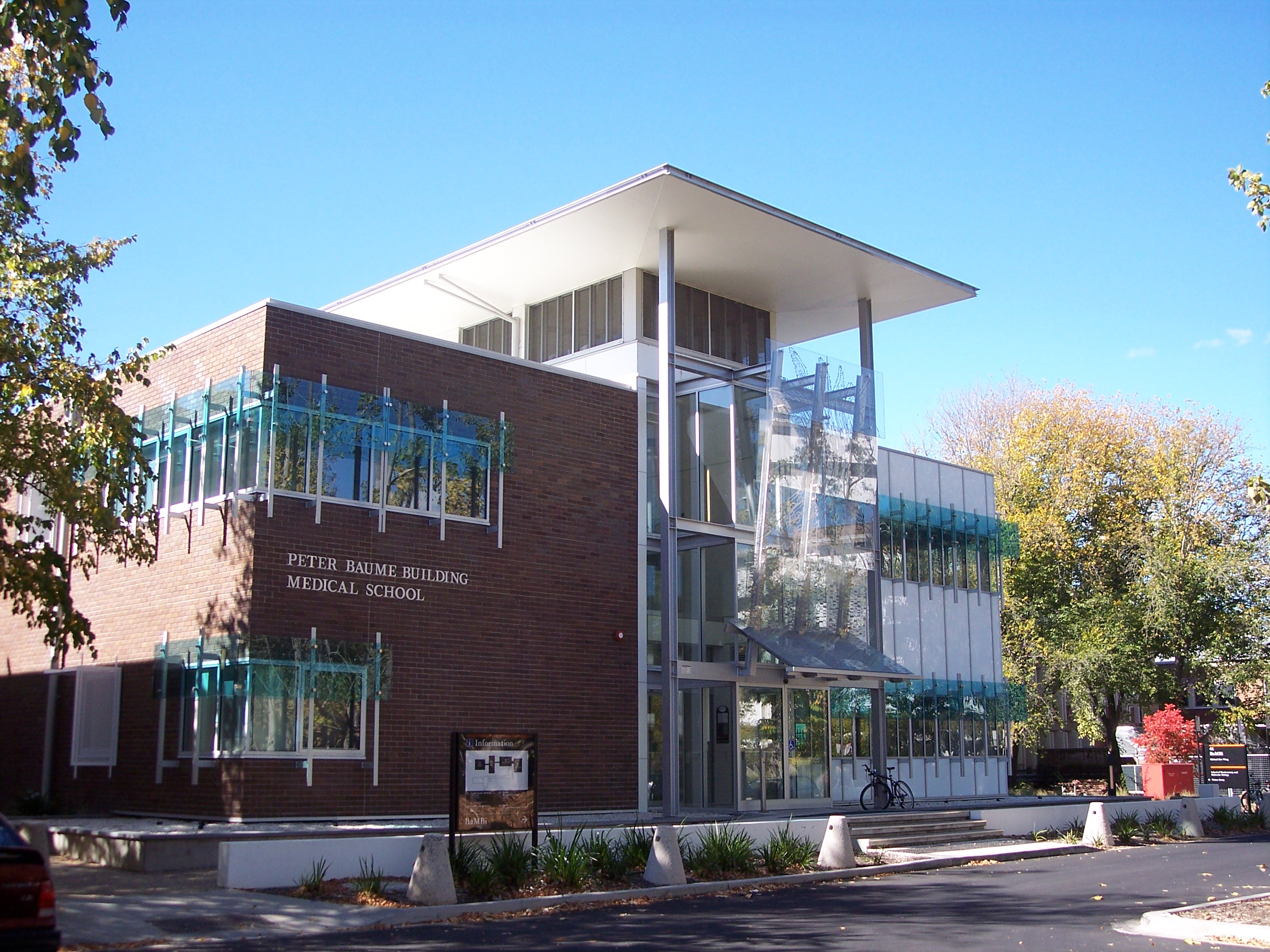
Kolegium Medycyny

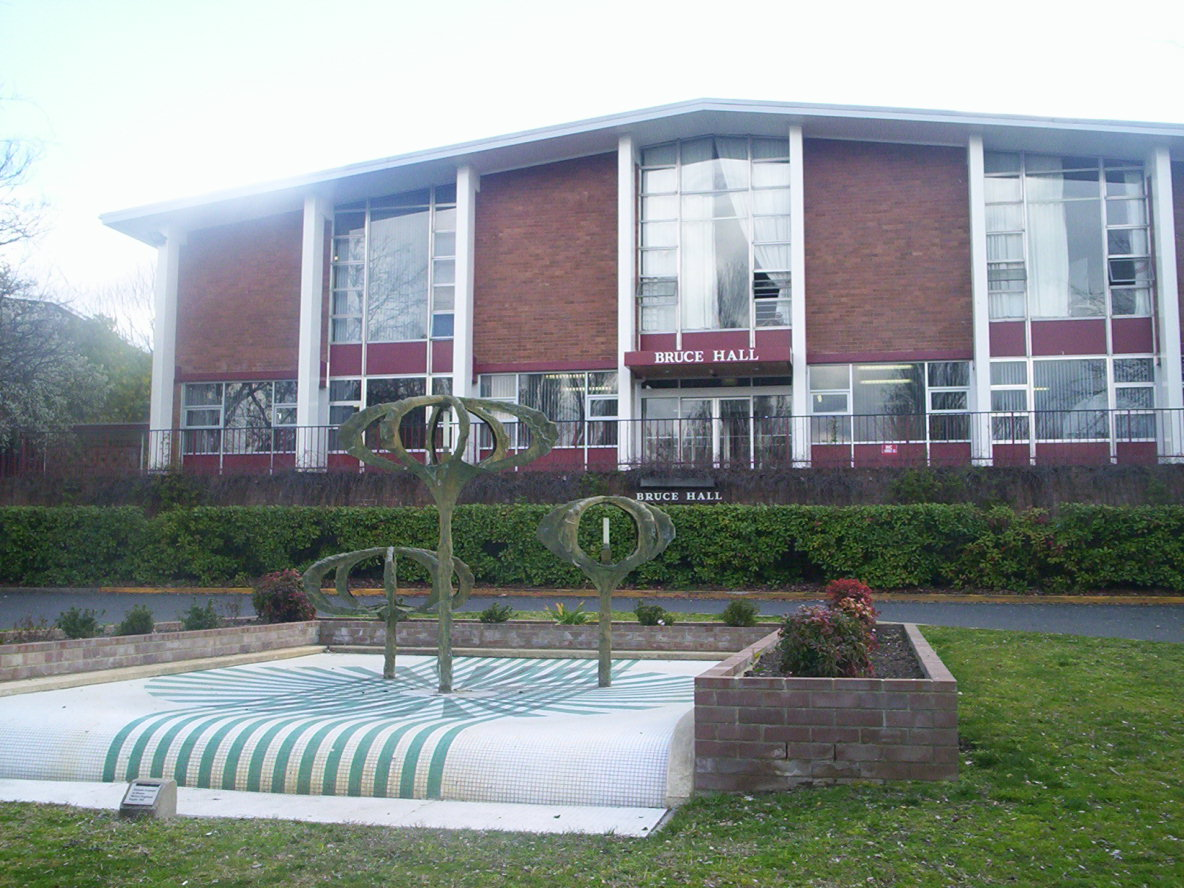
Bruce Hall

Australijski Uniwersytet Narodowy (ang. Australian National University, ANU) – australijska uczelnia państwowa z siedzibą w Canberze.
Według prestiżowego rankingu czasopisma Times Higher Education jest jedynym australijskim uniwersytetem sytuującym się w grupie 20 najlepszych na świecie (w zestawieniu za rok 2008 zajął 16. miejsce). Jest również jedyną uczelnią działającą na mocy ustawy przyjętej przez australijski parlament federalny, co miało miejsce 1 sierpnia 1946. Powołanie go do życia było częścią pakietu reform wprowadzonych tuż po II wojnie światowej przez rząd Bena Chifleya w ramach powojennej „odbudowy” (co należy rozumieć raczej jako przestawianie państwa i społeczeństwa z powrotem na warunki pokoju – zniszczenia były w Australii stosunkowo bardzo niewielkie).

## Struktura
Podstawowym założeniem przy tworzeniu ANU było, że ma on być nie tylko placówką dydaktyczną, ale też wysokiej klasy ośrodkiem badawczym. Z tego względu podzielony został na siedem kolegiów – które oferują studia na podobnych zasadach jak inne uczelnie, począwszy od poziomu licencjackiego – oraz dziewięć szkół, w których prowadzone są przede wszystkim badania, zaś dydaktyka obejmuje tylko studia II i III stopnia (magisterskie i doktoranckie).

### Kolegia
- Kolegium Sztuk i Nauk Społecznych
- Kolegium Azji i Pacyfiku
- Kolegium Biznesu i Ekonomii
- Kolegium Inżynierii i Informatyki
- Kolegium Prawa
- Kolegium Medycyny i Nauk o Zdrowiu
- Kolegium Nauk Ścisłych

### Szkoły
Szkoły zgrupowane są w Instytucie Studiów Zaawansowanych (Institute of Advanced Studies):

- Szkoła Astronomii i Astrofizyki
- Szkoła Nauk Biologicznych
- Szkoła Chemii
- Szkoła Nauk o Ziemi
- Szkoła Inżynierii i Informatyki
- Szkoła Studiów Pacyficznych i Azjatyckich
- Szkoła Nauk Fizycznych i Inżynierii
- Szkoła Nauk Społecznych
- Szkoła Badań Medycznych im. Johna Curtina
- Centrum Badań nad Zasobami i Środowiskiem Naturalnym

## Znani absolwenci
- Kevin Rudd, były premier Australii
- Richard Butler, były szef inspektorów rozbrojeniowych ONZ w Iraku i gubernator Tasmanii
- Rolf Zinkernagel, laureat Nagrody Nobla w dziedzinie medycyny
- Bernard Dowiyogo, siedmiokrotny prezydent Nauru